# Luise von Hessen-Darmstadt (1757–1830)

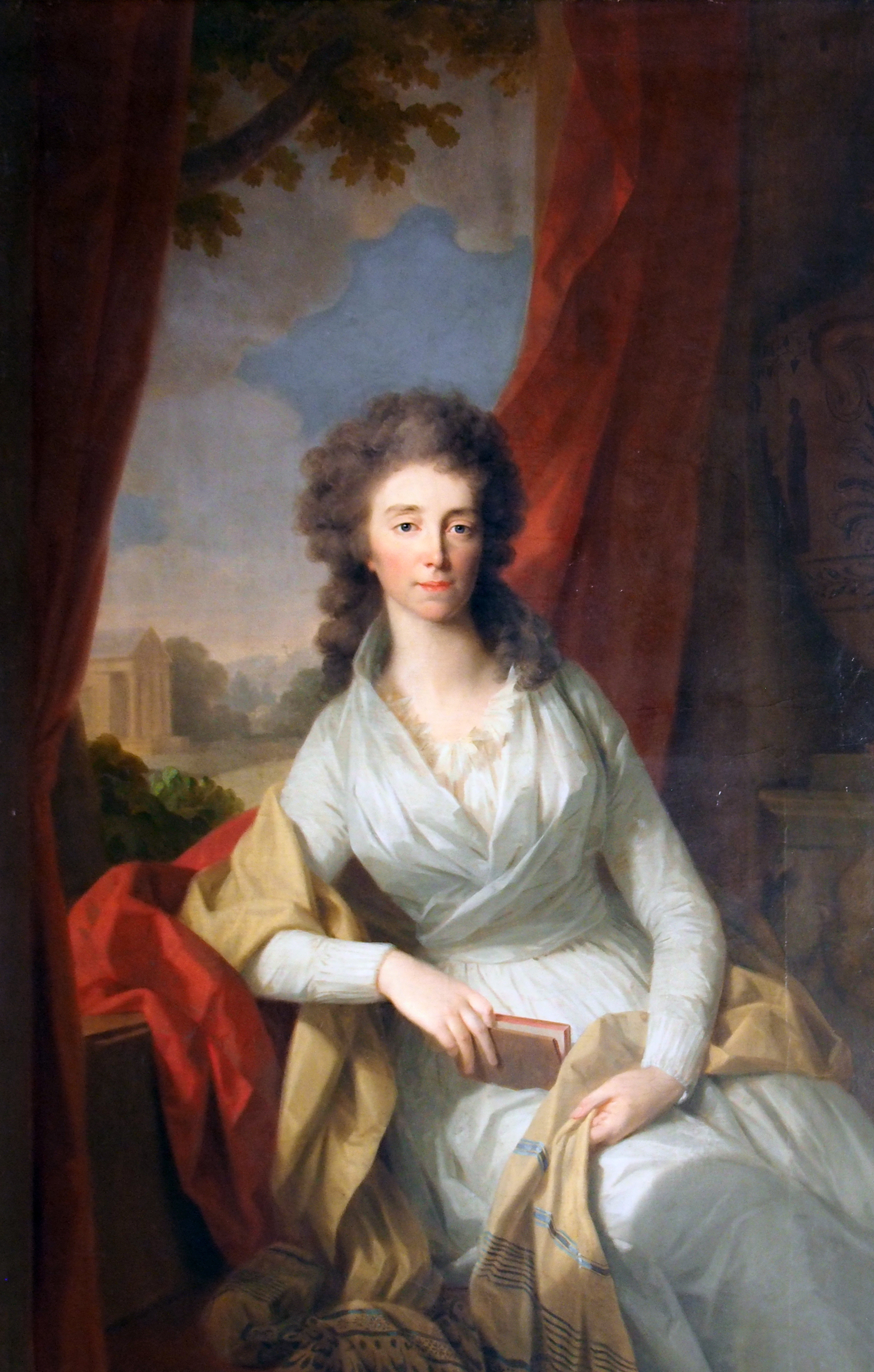
Herzogin Louise von Sachsen-Weimar und Eisenach, geborene Prinzessin von Hessen-Darmstadt (von Tischbein (1795))

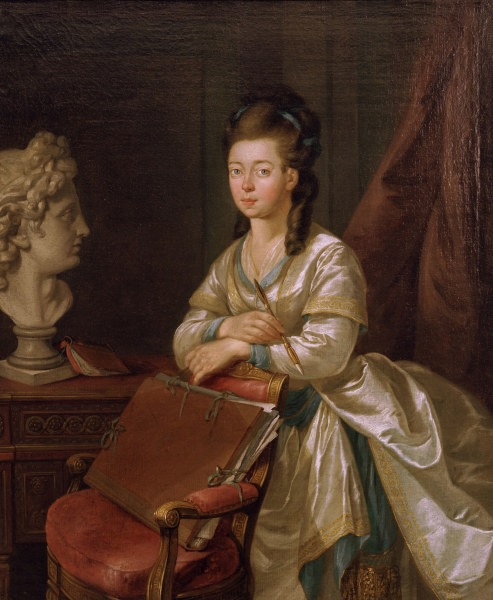
Luise von Hessen-Darmstadt (Gemälde von Georg Melchior Kraus)

Luise von Hessen-Darmstadt (* 30. Januar 1757 in Berlin; † 14. Februar 1830) war seit dem 3. Oktober 1775 die Gemahlin des Herzogs und späteren Großherzogs Carl August von Sachsen-Weimar und als solche Teil des höfischen Personenkreises im Umfeld der Weimarer Klassik.

## Biografisches

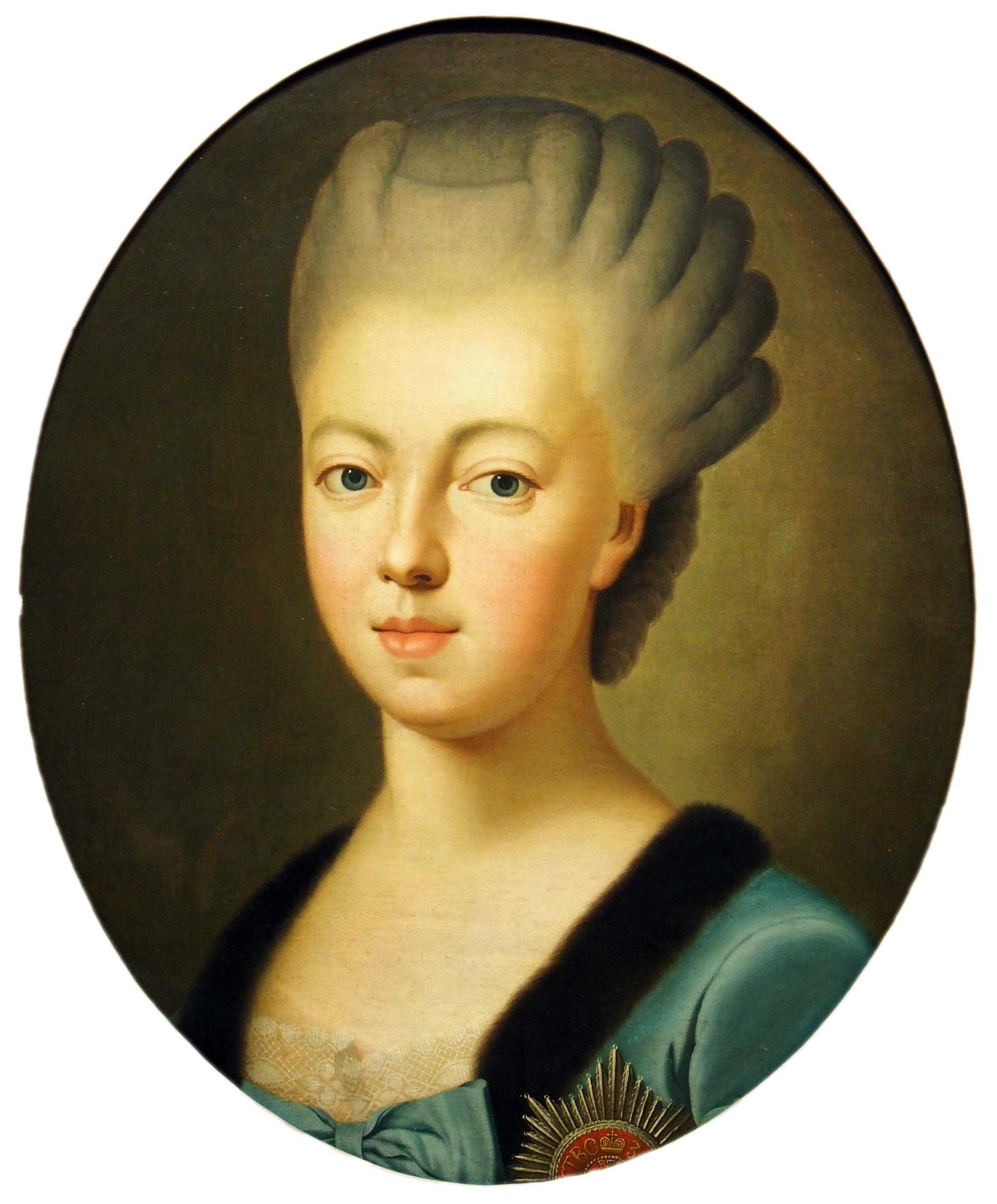
Luise, Prinzessin von Hessen–Darmstadt, Gemälde von Johann Ludwig Strecker (um 1772/1773)

Die Prinzessin aus dem Haus Darmstadt, das den hessischen Landgrafentitel führte, wurde am 30. Januar 1757 in Berlin geboren. In der Hauptstadt des Preußenkönigs Friedrich II. hielten sich die Eltern aufgrund des Siebenjährigen Krieges auf. Der Vater, Ludwig IX., der 1768 die Regierung als Landgraf von Hessen übernehmen sollte, stand als General in preußischen Diensten. Dieser Hang zum Militärischen blieb für den Vater sein Leben lang typisch, weshalb die standesgemäße Erziehung der Prinzessin in den Händen der Mutter lag. Henriette Karoline erzog ihre Tochter in evangelischer Tradition zu einer gebildeten, literarisch wie musikalisch interessierten, aber auch als spröde und stolz beschriebenen Adligen.
Als jüngste Tochter unter den insgesamt acht Geschwistern war die Erziehung der Prinzessin wichtige Grundlage für eine angestrebte Eheverbindung. Da der Vater wenig Interesse an seiner Nachkommenschaft zeigte, blieb die Verheiratung der Töchter in den Händen der Mutter. Den Beinamen „die große Landgräfin“ erhielt Henriette Karoline von Pfalz-Zweibrücken auch dank ihrer erfolgreichen Hauspolitik. Diesem Zwecke war ebenfalls das erste Auftreten Luises auf dem internationalen Parkett des Ancien Regimes geschuldet. Im Jahr 1773 reiste sie, zusammen mit der Mutter und den Schwestern Amalie und Wilhelmine zur Beschau an den russischen Hof zu St. Petersburg, wo sie in den Katharinenorden aufgenommen wurde. Dort von der Zarin Katharina II. als untauglich für den Großfürsten und zukünftigen Zaren Paul befunden, wurde ihr die Schwester Wilhelmine vorgezogen. Diese rüde Abkanzelung und die zwiespältige Beziehung zum zukünftigen Schwager Paul prägten die zurückhaltende junge Frau offenbar nachhaltig. Über die Zeit im russischen Reich schwieg sie jedenfalls beharrlich.

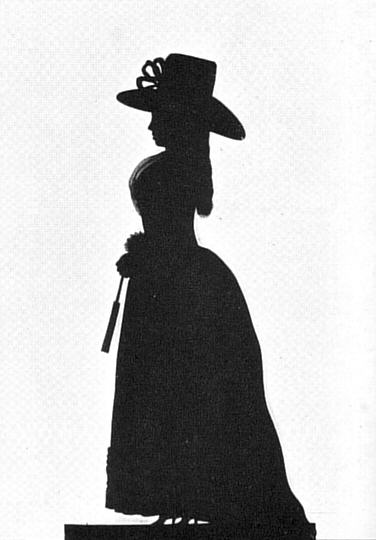
Luise von Hessen-Darmstadt Scherenschnitt um 1880 von Starke

Dennoch, ohne Einfluss blieb diese Reise nicht, denn die große Landgräfin hatte auf dem Hinweg eine andere verwitwete Regentin eines Kleinstaates – Anna Amalia – kennengelernt. Die beiden Schicksalsgefährtinnen fanden wohl Gefallen aneinander. Am Ende dieser Bekanntschaft stand, unter Vermittlung des Kurmainzer Statthalters in Erfurt, Dalberg, eine Eheverabredung zwischen der achtzehnjährigen Hessin und dem etwas jüngeren Heißsporn Carl August von Sachsen-Weimar. Die Ehe wurde am 3. Oktober 1775 am Karlsruher Hof geschlossen, von wo aus Luise als neue Fürstengattin in die ernestinische Residenzstadt Weimar eingeholt wurde.
Zeitzeugen und Sekundärliteratur sind sich einig, dass diese Verbindung alles andere als glücklich verlief. Selbst der übliche feierliche Empfang fiel recht karg aus. Auch am Hofe selbst stand sie im Schatten ihrer Tafelrunden gebenden Schwiegermutter Anna Amalia. Louise gebar 1779 eine Prinzessin, die bereits im Alter von fünf Jahren verstarb. Drei ihrer weiteren Kinder erreichten nicht einmal das Taufalter von ein paar Tagen. In diese Zeit fiel auch die Phase des Sturm und Drang ihres Gemahls Carl August. Dessen Exzesse zusammen mit seinem Hofdichter und Consiliumsmitglied Goethe sind heutzutage wohlbekannt. Die öffentlichen Demütigungen seiner Frau durch den fürstlichen Gatten fanden erst mit dessen geduldeter außerehelicher Beziehung mit der Schauspielerin Karoline Jagemann eine gewisse Beruhigung. Erst 1783 brachte Luise den Erbprinzen Carl Friedrich zur Welt. Mit der Geburt des Prinzen Bernhard 1792 hatte die Ehe schließlich ihren Zweck erfüllt, da die Thronfolge und damit der dynastische Fortbestand garantiert blieben.
Ihre Sternstunde hatte Luise im Oktober 1806, sie bestimmt im Wesentlichen ihr Bild für die Nachwelt. Diese Phase nimmt in der Literatur großen Raum ein. Nach der Doppelschlacht von Jena und Auerstedt (14. Oktober), die zu einer blamablen Niederlage der preußisch-sächsischen Armeen führte, sammelten sich die siegreichen Franzosen im kleinen Residenzstädtchen Weimar. Die anderen Mitglieder des Herrscherhauses waren geflohen oder wie der in preußischen Diensten stehende Landesherr in den Kriegswirren nicht abkömmlich. So blieb es an Luise, die Rolle als Landesmutter und Schutzherrin zu erfüllen. Zwei Tage nach der Schlacht stellte sie sich zusammen mit dem Schumachermeister Johann Heinrich Petri dem französischen Kaiser Napoleon entgegen. Sie machte ihm recht undiplomatisch klar, dass ihr Mann sich aus Pflichttreue nicht aus dem Militärdienst zurückziehen könne, obwohl der Kaiser darauf bestand. Dennoch wurden auf Geheiß des Feldherrn die Plünderungen eingestellt und Weimar kam glimpflich davon. Ob Napoleon sich von Luise erweichen ließ, oder doch eher machtpolitischen Erwägungen folgte, muss hier offenbleiben. Das Herzogtum Sachsen-Weimar-Eisenach blieb mit dem Anschluss an den Frieden von Posen erhalten und überstand durch die folgende Schaukelpolitik die napoleonische Ära. Seitdem galt Luise als Retterin des Vaterlandes.
Seit 1815 war Luise Großherzogin, ein Ergebnis des tagenden Kongresses in Wien. Die folgende Zeit war vor allem von repräsentativen Verpflichtungen gekennzeichnet. Die russischen Verbindungen über ihre Schwiegertochter Maria Pawlowna zogen u. a. Besuche der Zaren Alexander I. und Nikolaus I. nach sich. Dass 1825 anlässlich des Herrschaftsjubiläums ihre goldene Hochzeit nicht gewürdigt wurde, lässt tief blicken. Schon stark zurückgezogen, starb die hessische Prinzessin und nunmehrige Großherzogin im Alter von 73 Jahren am 14. Februar 1830 und wurde in der Weimarer Fürstengruft beigesetzt.

## Geschwister
- Karoline von Hessen-Darmstadt (1746–1821)
- Friederike von Hessen-Darmstadt (1751–1805)
- Ludwig I., Großherzog von Hessen und bei Rhein (1753–1830)
- Friederike Amalie von Hessen-Darmstadt (1754–1832)
- Wilhelmina Luisa von Hessen-Darmstadt (1755–1776)
- Friedrich von Hessen-Darmstadt (1759–1802)
- Christian von Hessen-Darmstadt (1763–1830)

## Nachkommen

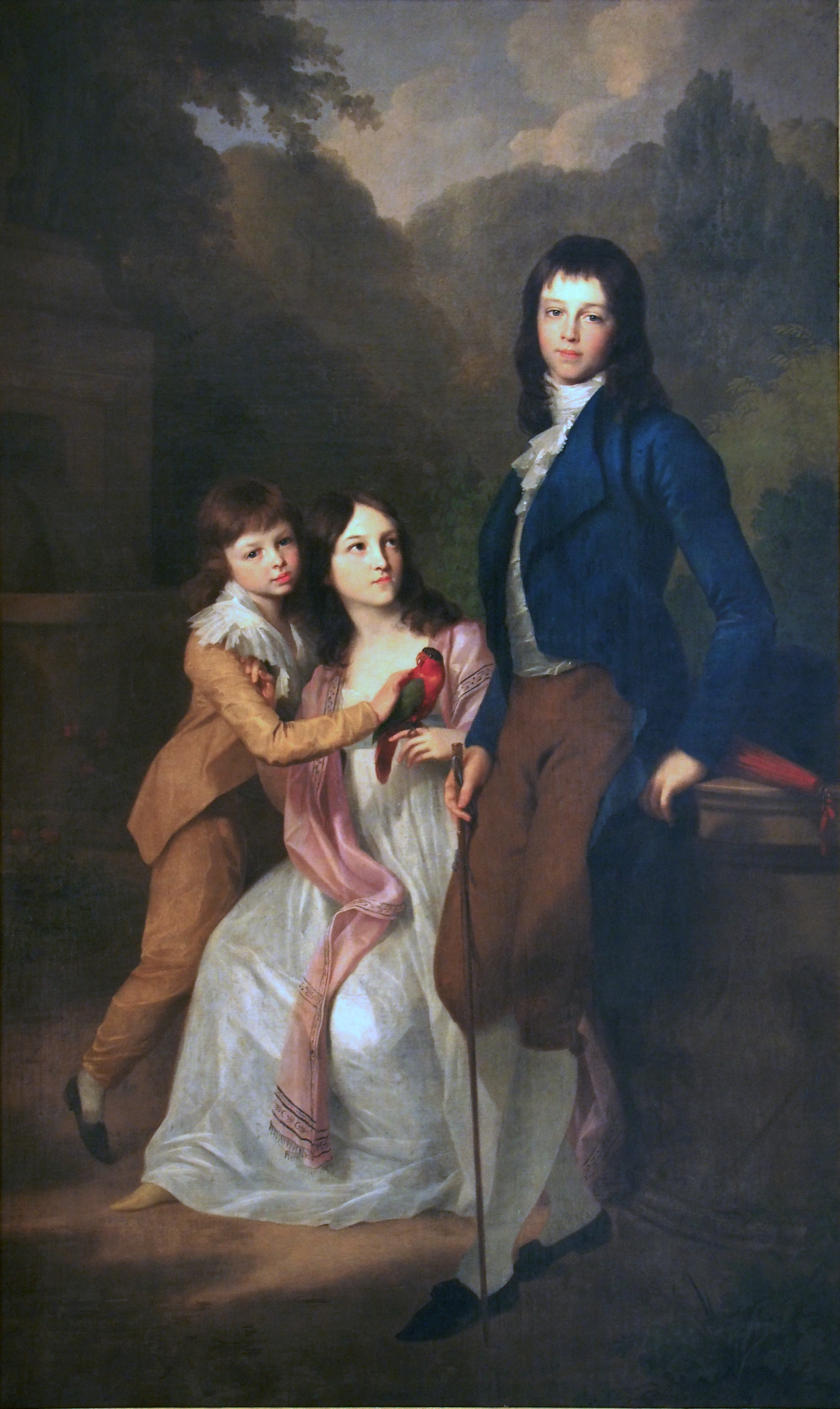
Die drei Kinder der Familie: Prinz Bernhard, Prinzessin Karoline Luise und Erbprinz Carl Friedrich (stehend)

Luise von Hessen-Darmstadt heiratete 1775 Carl August:
- Luise Auguste Amalie (1779–1784)
- (Tochter) (*/† 1781)
- Carl Friedrich (1783–1853)
- (Sohn) (*/† 1785)
- Karoline Luise (1786–1816) – verheiratet mit Friedrich Ludwig zu Mecklenburg (1778–1819)
- (Sohn) (*/† 1789)
- Bernhard (1792–1862)

## Archivinformationen
Luises Briefe an ihre Eltern, Großmutter und andere Personen, die zwischen 1760 und 1776 geschrieben wurden, werden im Hessischen Staatsarchiv Darmstadt aufbewahrt.

## Vorfahren
|  |                                                            |  |  |  |  |  |  |  |  |  |  |  |  |
|  | Ernst Ludwig Landgraf von Hessen-Darmstadt (1667–1739)     |  |  |  |  |  |  |  |  |  |  |  |  |
|  |                                                            |  |  |  |  |  |  |  |  |  |  |  |  |
|  |                                                            |  |  |  |  |  |  |  |  |  |  |  |  |
|  | Ludwig VIII. Landgraf von Hessen-Darmstadt (1691–1768)     |  |  |  |  |  |  |  |  |  |  |  |  |
|  |                                                            |  |  |  |  |  |  |  |  |  |  |  |  |
|  |                                                            |  |  |  |  |  |  |  |  |  |  |  |  |
|  | Dorothea Charlotte von Brandenburg-Ansbach (1661–1705)     |  |  |  |  |  |  |  |  |  |  |  |  |
|  |                                                            |  |  |  |  |  |  |  |  |  |  |  |  |
|  |                                                            |  |  |  |  |  |  |  |  |  |  |  |  |
|  | Ludwig IX. Landgraf von Hessen-Darmstadt (1719–1790)       |  |  |  |  |  |  |  |  |  |  |  |  |
|  |                                                            |  |  |  |  |  |  |  |  |  |  |  |  |
|  |                                                            |  |  |  |  |  |  |  |  |  |  |  |  |
|  | Johann Reinhard III. von Hanau (1665–1736)                 |  |  |  |  |  |  |  |  |  |  |  |  |
|  |                                                            |  |  |  |  |  |  |  |  |  |  |  |  |
|  |                                                            |  |  |  |  |  |  |  |  |  |  |  |  |
|  | Charlotte von Hanau-Lichtenberg (1700–1726)                |  |  |  |  |  |  |  |  |  |  |  |  |
|  |                                                            |  |  |  |  |  |  |  |  |  |  |  |  |
|  |                                                            |  |  |  |  |  |  |  |  |  |  |  |  |
|  | Dorothea Friederike von Brandenburg-Ansbach (1676–1731)    |  |  |  |  |  |  |  |  |  |  |  |  |
|  |                                                            |  |  |  |  |  |  |  |  |  |  |  |  |
|  |                                                            |  |  |  |  |  |  |  |  |  |  |  |  |
|  | Luise von Hessen-Darmstadt                                 |  |  |  |  |  |  |  |  |  |  |  |  |
|  |                                                            |  |  |  |  |  |  |  |  |  |  |  |  |
|  |                                                            |  |  |  |  |  |  |  |  |  |  |  |  |
|  | Christian II. von Pfalz-Zweibrücken-Birkenfeld (1637–1717) |  |  |  |  |  |  |  |  |  |  |  |  |
|  |                                                            |  |  |  |  |  |  |  |  |  |  |  |  |
|  |                                                            |  |  |  |  |  |  |  |  |  |  |  |  |
|  | Christian III. von Pfalz-Zweibrücken (1674–1735)           |  |  |  |  |  |  |  |  |  |  |  |  |
|  |                                                            |  |  |  |  |  |  |  |  |  |  |  |  |
|  |                                                            |  |  |  |  |  |  |  |  |  |  |  |  |
|  | Katharina Agathe von Rappoltstein (1648–1683)              |  |  |  |  |  |  |  |  |  |  |  |  |
|  |                                                            |  |  |  |  |  |  |  |  |  |  |  |  |
|  |                                                            |  |  |  |  |  |  |  |  |  |  |  |  |
|  | Karoline von Pfalz-Zweibrücken (1721–1774)                 |  |  |  |  |  |  |  |  |  |  |  |  |
|  |                                                            |  |  |  |  |  |  |  |  |  |  |  |  |
|  |                                                            |  |  |  |  |  |  |  |  |  |  |  |  |
|  | Ludwig Kraft von Nassau-Saarbrücken (1663–1713)            |  |  |  |  |  |  |  |  |  |  |  |  |
|  |                                                            |  |  |  |  |  |  |  |  |  |  |  |  |
|  |                                                            |  |  |  |  |  |  |  |  |  |  |  |  |
|  | Karoline von Nassau-Saarbrücken (1704–1774)                |  |  |  |  |  |  |  |  |  |  |  |  |
|  |                                                            |  |  |  |  |  |  |  |  |  |  |  |  |
|  |                                                            |  |  |  |  |  |  |  |  |  |  |  |  |
|  | Philippine Henriette zu Hohenlohe-Langenburg (1679–1751)   |  |  |  |  |  |  |  |  |  |  |  |  |
|  |                                                            |  |  |  |  |  |  |  |  |  |  |  |  |
|  |                                                            |  |  |  |  |  |  |  |  |  |  |  |  |